# Navette automatique
 (septembre 2020).
Si vous disposez d'ouvrages ou d'articles de référence ou si vous connaissez des sites web de qualité traitant du thème abordé ici, merci de compléter l'article en donnant les références utiles à sa vérifiabilité et en les liant à la section « Notes et références ».

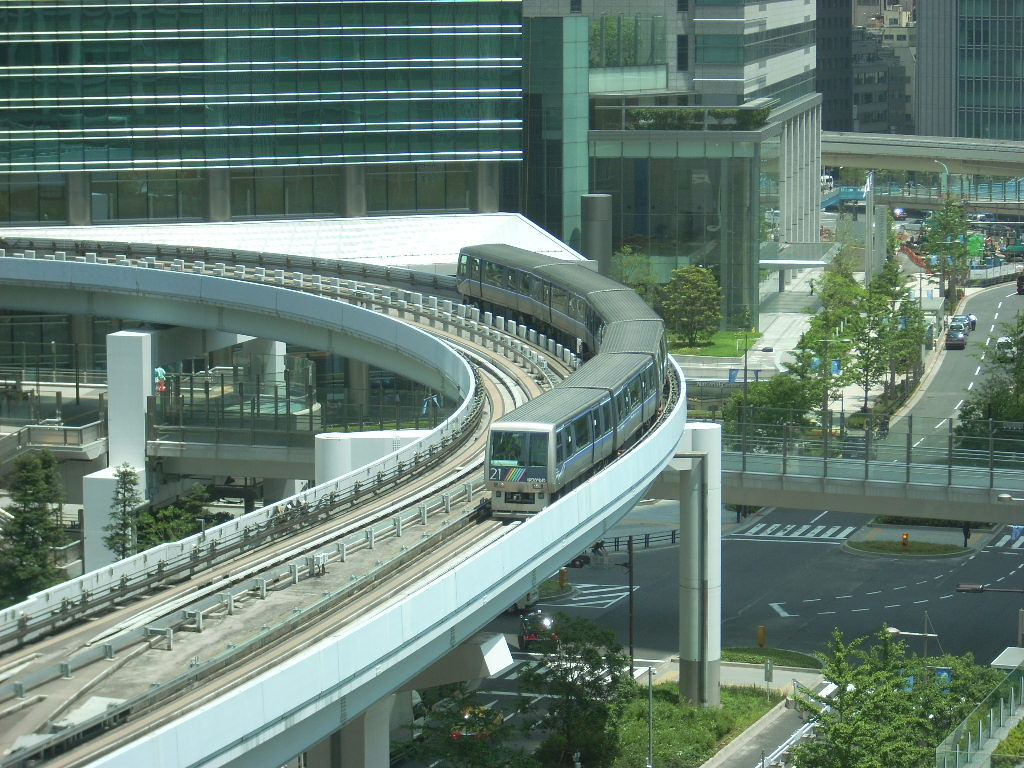
New Transit Yurikamome à Tokyo (Japon).

Une navette automatique est un système automatique de transport (sans conducteur) en site propre utilisé comme une navette.
La fonction de navette est de desservir un site spécifique, trouvant majoritairement son application dans les aéroports voire d'autres milieux urbains (centre urbain historique, centre commercial, parc d'attractions, université, hôpital, etc.), soit en navette interne (comme CDGVAL ou la Navette Harbour Island Tampa), soit en navette externe faisant la liaison avec d'autres réseaux de transport public (comme Orlyval ou le Metromover de Miami).  
Dans certains cas, il s'agit d'un système simple d'aller-retour entre deux stations, parfois à voie unique. D'autres systèmes sont plus importants et plus sophistiqués (comme la desserte interne de l'université Princesse Nora bint Abdul Rahman et de son campus).   
Certaines navettes sont éphémères, le temps d'un évènement, par exemple lors de foires internationales.
On parle parfois de transport hectométrique pour un mode de déplacement adapté à de courtes distances.

## Concept
La navette automatique (concept Automated People Mover) est un système de transport qui se situe entre un transport urbain guidé type métro automatique (concept Automated Guideway Transit) et le taxi robot (navette autonome, concept Personal Rapid Transit).  
La distinction entre une navette automatique en service dans une zone urbaine et qui comporte plusieurs points d'arrêts (ligne de rabattement sur un système de transport lourd) et un métro automatique est parfois difficile à faire. C'est par exemple le cas au Japon et à Singapour des lignes de transport en site propre en général automatisées qui desservent de nouveaux quartiers en les reliant aux réseaux de métro et des lignes ferroviaires suburbaines desservant les villes anciennes. La première ligne du VAL à Lille, qui est considéré aujourd'hui faisant partie d'un réseau de métro automatique par l'UITP, doit son nom à sa fonction de liaison entre la ville nouvelle de Villeneuve-d'Ascq et Lille.  

La distinction entre navette automatique et taxi-robot lorsque ce dernier est sur site propre peut l'être également. C'est par exemple le cas du système ancien PRT de Morgantown ou de celui en exploitation à l'aéroport de Londres Heathrow. 

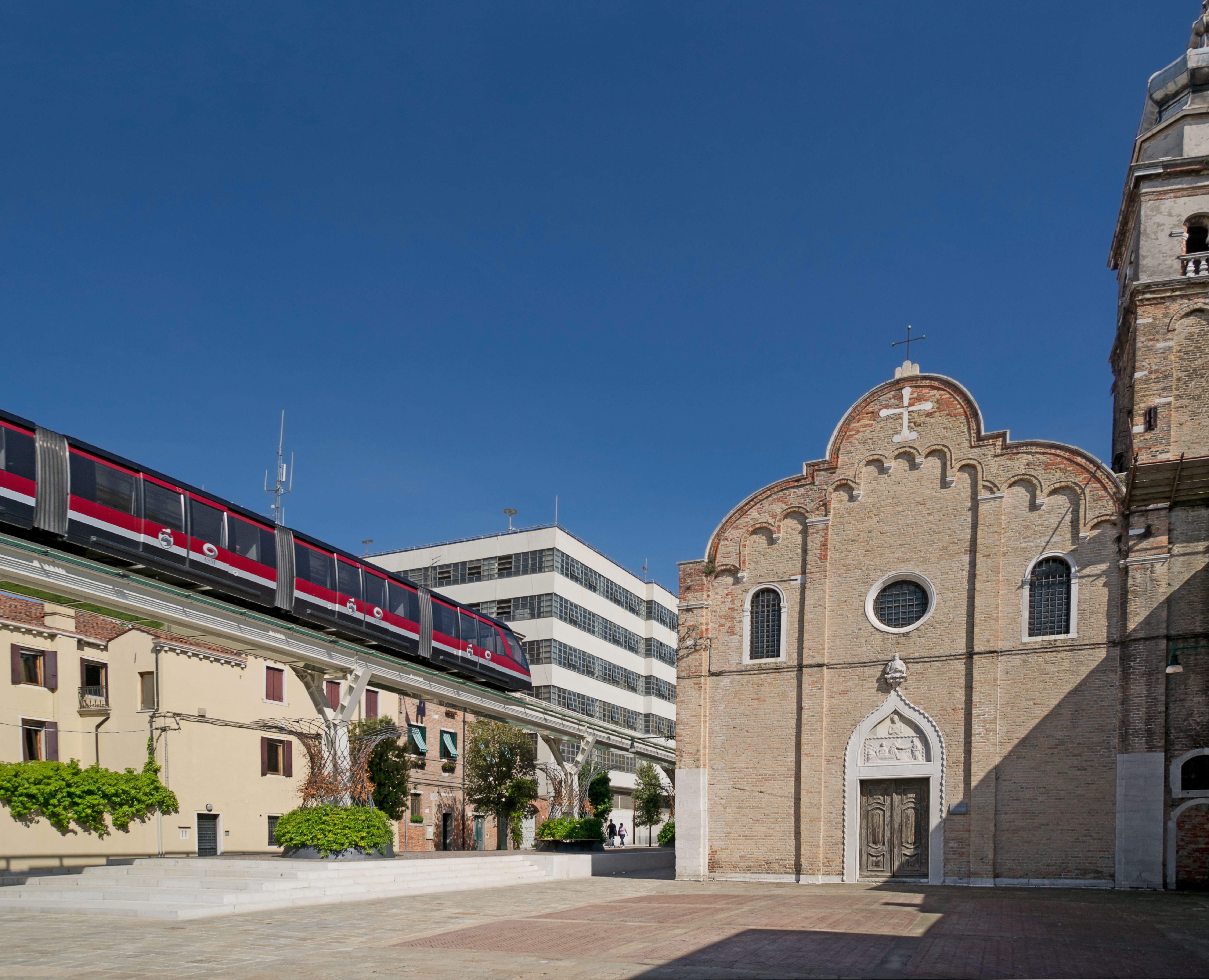
People-mover de Venise (Italie)

## Technologies
Les navettes automatiques, réalisant un transport de personnes spécifique, utilisent une gamme de techniques plus large que les systèmes de transport urbain de masse. Parmi ces technologies figurent, outre les systèmes de véhicules sur fer et sur pneu, les systèmes à câble, les monorails, les systèmes à lévitation magnétique et à air comprimé.
Pour les déplacements escarpés, funiculaires et remontées mécaniques apportent parfois des solutions dans l'espace urbain. Les tapis roulants (dont les escaliers mobiles), éventuellement multiples, apportent des solutions mécaniques aux derniers mètres, dans les aéroports ou le métro notamment.

## Histoire
Une des plus anciennes technologies de navettes est le monorail, sous ses différentes formes. Les premières navettes en monorail à être automatisées furent celui de Disneyland et celui de Seattle dans les années 1960.

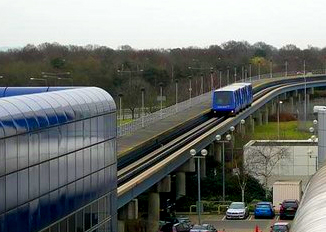
Monorail de l'aéroport de Londres Gatwick (Royaume-Uni)

Une autre technologie a été développée en 1964 pour le pavillon Ford Magic Skyway de la Foire internationale de New York 1964-1965 par la société de conception d'attraction de Disney. Le terme PeopleMover a été forgé par Walt Disney quand il travaillait en 1967 à la rénovation du Tomorrowland de Disneyland. PeopleMover était le titre de travail d'une nouvelle attraction. Selon Bob Gurr, le nom a été retenu pour désigner l'attraction californienne puis celle similaire de Floride. La technologie a été brevetée sous le nom WEDWay.
La première navette automatique à être installée dans un aéroport le fut en 1971 à l'aéroport international de Tampa (États-Unis). Le concept était en vue dès février 1971, quand la RATP avait annoncé à Paris qu'il n'y aura plus de poinçonneur dans le métro à partir de 1974, à la suite de l'expérience réussie d'automatisation du péage dans le nouveau RER (réseau express régional) . Les rames automatisées sans conducteurs ne verront le jour à grande échelle qu'en 1983, avec le véhicule automatique léger (VAL),  premier métro urbain intégralement automatique au monde, ouvert en 1983 pour le nouveau métro de Lille, issu des recherches combinées de l'Université Lille-I, de l'IDN et du brevet d'automatismes d’un système sans conducteur déposé le 31 juillet 1971 par le professeur Robert Gabillard, qui s'est exporté à Toulouse, Rennes, Turin, Uijeongbu, Taipei ou dans les aéroports de Paris ou Chicago.
Les métros sans conducteur sont par la suite devenus courants en Europe et dans certaines régions d'Asie. La structure de coût des trains automatiques leur permettent d'être rentables pour des villes considérées comme trop petites pour construire un métro. Ainsi Rennes, Lausanne, Brescia, etc. se sont engagées dans la construction de métros automatisés.

## Liste des navettes en site propre dans le monde
Cette liste comprend les systèmes de transport de passagers en site propre assurant des fonctions de navettes, toutes technologies confondues, hors circuits touristiques ou d'amusement.
Une majorité de navettes automatiques se situent dans les aéroports.
| Pays                | Ville                 | Site                                                   | Type de site                     | Type de navette   | Nom                                 | Mise en service            | Longueur (km)                     | Stations  | Matériel roulant | Technologie                             | Constructeur                      | Modèle                 | Mode de conduite | Statut                   |
| ------------------- | --------------------- | ------------------------------------------------------ | -------------------------------- | ----------------- | ----------------------------------- | -------------------------- | --------------------------------- | --------- | ---------------- | --------------------------------------- | --------------------------------- | ---------------------- | ---------------- | ------------------------ |
| États-Unis          | Anaheim               | Disneyland                                             | Parc d'attractions               | Externe           | Disneyland monorail                 | Juin 1961                  | 3,7                               | 2         | 3                | Monorail à cheval                       | WED Enterprises                   | Mark VII               |                  | En service               |
| États-Unis          | Seattle               | Seattle Center                                         | Centre-ville                     | Interne           | Seattle Center Monorail             | 24 mars 1962               | 1,5                               | 2         | 2                | Monorail à cheval                       | Alwac /Alweg (Bombardier)         | Alweg                  | Semi-automatique | En service               |
| Japon               | Tokyo                 | Aéroport de Tokyo Haneda                               | Aéroport                         | Externe           | Monorail de Tokyo                   | 17 septembre 1964          | 17,8                              | 11        | 26 x 6           | Monorail à cheval                       | Hitachi                           | Alweg                  | Semi-automatique | En service               |
| États-Unis          | Tampa                 | Aéroport international de Tampa                        | Aéroport                         | Interne           | Airport People Mover                | Avril 1971                 | 1,74                              | 8         | 16               | Véhicule sur pneu                       | Bombardier Transport              | CX-100                 | Automatique      | En service               |
| États-Unis          | Orlando               | Disneyworld                                            | Parc d'attractions               | Interne           | Walt Disney World Monorail          | 1er octobre 1971           | 22,5 (voie simple)                | 6         | 12 x 5           | Monorail                                | Bombardier                        | Mark VI                | Automatique      | En service               |
| États-Unis          | Seattle               | Aéroport international de Seattle-Tacoma               | Aéroport                         | Interne           | Satellite Transit System            | Juillet 1973               | 2,7                               | 6         | 21               | Véhicule sur pneu                       | Bombardier Transport              | CX-100                 | Automatique      | En service               |
| États-Unis          | Morgantown            | Université Virginie-Occidentale                        | Université                       | Interne           | Personal Rapid Transit              | Octobre 1975               | 6                                 | 5         | 71               | Personal Rapid Transit                  | Boeing / Bendix                   |                        | Automatique      | En service / rénovation  |
| États-Unis          | Houston               | Aéroport intercontinental George-Bush                  | Aéroport                         | Interne           | Subway et Skyway                    | Août 1981, mai 1999        | 3,1 voie simple + 1,1 voie double | 8 x 3, 12 | 9 + 4            | Véhicule moteur linéaire, Véhicule pneu | Bombardier Transport              | WEDWay, CX-100         | Automatique      | En service               |
| États-Unis          | Orlando               | Aéroport international d'Orlando                       | Aéroport                         | Interne / Externe | People Movers                       | Septembre 1981             | 4,6                               | 10        | 12 + 18          | Véhicule sur pneu                       | Bombardier Transport / Mitsubishi | CX-100 / Crystal Mover | Automatique      | En service               |
| États-Unis          | Memphis               | Mudd Island                                            | Parc d'attractions               | Externe           | Monorail de Mud Island              | Juillet 1982               | 0,51                              | 2         | 2                | Monorail suspendu                       | VSL Corporation Transport         | Metro-Shuttle 6000     | Automatique      | En service               |
| Royaume-Uni         | Birmingham            | Aéroport de Birmingham                                 | Aéroport                         | Externe           | AirRail Link                        | 16 août 1984               | 0,6                               | 2         | 2                | Maglev                                  | GEC Transportation Projects       |                        | Automatique      | Démantelé en 1995        |
| États-Unis          | Las Vegas             | Aéroport international McCarran                        | Aéroport                         | Interne           | McCarran International Airport Tram | 1985                       | 1,85                              | 6         | 6                | Véhicule sur pneu                       | Bombardier Transport              | CX-100                 | Automatique      | En service               |
| États-Unis          | Tampa                 | Harbour Island                                         | Urbaine                          | Interne           | Harbour Island People Mover         | 27 juin 1985               | 0,76 voie simple                  | 2         | 2                | Véhicule à câble / coussins d'air       | Otis                              | Otis Hovair            | Automatique      | Démantelée en 1999       |
| États-Unis          | Reno                  | Circus-Circus                                          | Hôtels                           | Interne           | Metro-Shuttle de Reno               | Eté 1985                   | 0,35 (voie simple)                | 2         | 2                |                                         | VSL Corporation Transport         | Metro-Shuttle 6000     | Automatique      | En service               |
| États-Unis          | Miami                 | Miami Downtown                                         | Centre-ville                     | Externe           | Metromover                          | 17 avril 1986              | 7,1                               | 21        | 29               | Véhicule sur pneu                       | Westinghouse (Bombardier)         | CX-100                 | Automatique      | En service               |
| États-Unis          | Primm                 | Primmadonna Resort                                     | Hôtels / casinos                 | Interne           | Primadonna Resort Monorail          | 1990                       | 0,54                              | 2         | 2                | Monorail au sol                         | VSL Corporation Transport         | Metro-Shuttle 6000     | Automatique      | En service               |
| États-Unis          | Tampa                 | Aéroport international de Tampa                        | Aéroport                         | Interne           | Monorail des parkings               | Décembre 1991              | 0,86                              | 7         | 6                | Monorail                                | Bombardier Transport              | UM III                 | Automatique      | Service suspendu en 2020 |
| États-Unis          | Las Vegas             | MGM Resorts                                            | Hôtels                           | Interne           | Mirage-Treasure Island Tram         | 20 octobre 1993 (mai 1981) | 0,34                              | 2         | 1 x 2            |                                         | VSL Corporation Transport         | Metro-Shuttle 6000     | Automatique      | En service               |
| Japon               | Hiroshima             |                                                        | Urbaine                          | Externe           | Ligne Skyrail Midorizaka            | 1998                       | 1,3                               | 3         |                  | Monorail suspendu                       | Kobe Steel                        | Skyrail                | Automatique      | En service               |
| États-Unis          | Las Vegas             | MGM Resorts                                            | Hôtels                           | Interne           | Mandalay Bay Tram                   | 9 avril 1999               | 0,84                              | 4         | 2 x 5            | Système à câble                         | Doppelmayr                        | Cable Liner            | Automatique      | En service               |
| Royaume-Uni         | Birmingham            | Aéroport de Birmingham                                 | Aéroport                         | Externe           | Air-Rail Link                       | 7 mars 2003                | 0,59                              | 2         | 2                | Système à câbles                        | Doppelmayr                        | Cable Liner            | Automatique      | En service               |
| États-Unis          | Las Vegas             | Las Vegas Strip                                        | Hôtels casino                    | Interne           | Monorail                            | 15 juillet 2004            | 6,4                               | 7         | 9 x 4            | Monorail                                | Bombardier                        | Mark VI                | Automatique      | Service suspendu         |
| Canada              | Toronto               | Aéroport international Pearson                         | Aéroport                         | Interne           | LINK Train                          | 6 juillet 2006             | 1,47                              | 3         | 2                | Système à câble                         | Doppelmayr                        | Cable Liner            | Automatique      | En service               |
| États-Unis          | Las Vegas             | CityCenter                                             | Hôtels                           | Interne           | CityCenter Tram                     | Décembre 2009              | 0,62                              | 3         | 2 x 4            | Système à câble                         | Doppelmayr                        | Cable Liner            | Automatique      | En service               |
| Royaume-Uni         | Londres               | Aéroport de Londres Heatrow                            | Aéroport                         | Interne           | Heathrow Terminal 5 Parking Pod     | 15 septembre 2011          | 3,8 (voie simple)                 | 3         | 21               | Taxi robot                              | Advanced Transport Systems Ltd    | ULTra                  | Automatique      | En service               |
| États-Unis          | Oakland               | Aéroport international d'Oakland                       | Aéroport                         | Externe           | BART - Aéroport Oakland             | 22 novembre 2014           | 5                                 | 2         | 4 x 3            | Système à câble                         | Doppermayr                        | Cable Liner            | Automatique      | En service               |
| États-Unis          | Tampa                 | Aéroport international de Tampa                        | Aéroport                         | Externe           | Skyconnect                          | Février 2018               | 2,2                               | 3         | 12               | Véhicule sur pneu                       | Mitsublshi Heavy Industries       | Crystal Mover          | Automatique      | Active                   |
| Japon               | Kobe                  |                                                        | Urbaine                          |                   | Port Liner                          | 5 février 1981             | 10,8                              | 12        |                  |                                         |                                   |                        | Automatique      | Active                   |
| Japon               | Kobe                  |                                                        | Urbaine                          |                   | Rokkō Liner                         | 21 février 1990            | 4,5                               | 6         |                  | Véhicule sur pneu                       |                                   |                        | Automatique      | Active                   |
| États-Unis          | Atlanta               | Aéroport international Hartsfield-Jackson              | Aéroport                         |                   |                                     | 1980, 2009                 |                                   |           |                  | Véhicule sur pneu                       | Bombardier Transport              | CX-100                 | Automatique      | Active                   |
| Japon               | Tokyo                 |                                                        | Urbaine                          |                   | New Transit Yurikamone              | Novembre 1995              | 14,7                              | 16        |                  |                                         |                                   |                        |                  |                          |
| Japon               | Préfecture de Saitama |                                                        | Urbaine                          |                   | Ligne Seibu Yamaguchi               | 1950                       | 2,8                               | 3         | 3 x 4            | Véhicule sur pneu                       |                                   |                        | Manuel           | Active                   |
| Japon               | Préfecture de Saitama |                                                        | Urbaine                          |                   | New Shuttle                         | 22 décembre 1983           | 12,7                              | 13        |                  | Véhicule sur pneu                       |                                   |                        | Manuel           | Active                   |
| Japon               | Osaka                 |                                                        | Urbaine                          |                   | New Tram                            | 1981                       | 7,9                               | 10        |                  |                                         |                                   |                        |                  | Active                   |
| Japon               | Sakura (Chiba)        |                                                        | Urbaine                          |                   | Ligne Yamaman Yūkarigaoka           | 2 novembre 1982            | 4,1                               | 6         |                  | Véhicule sur pneu                       |                                   |                        |                  | Active                   |
| Japon               | Nagoya                |                                                        | Urbaine                          |                   | Linimo                              | 2005                       | 8,9                               | 9         |                  | Maglev                                  |                                   |                        |                  | Active                   |
| Japon               | Yokohama              |                                                        | Urbaine                          |                   | Ligne Kanazawa Seaside              | 1989                       | 10,8                              | 14        |                  | Véhicule sur pneu                       |                                   |                        | Automatique      | Active                   |
| Canada              | Toronto               |                                                        | Urbaine                          | Externe           | Scarborough RT                      |                            |                                   |           |                  |                                         |                                   |                        | Semi-automatique | Active                   |
| Singapour           |                       |                                                        | Urbaine                          | Externe           | Bukit Panjang LRT                   | 1999                       |                                   |           |                  | Véhicule sur pneu                       | Bombardier Transport              | CX-100                 | Automatique      | Active                   |
| Singapour           |                       |                                                        | Urbaine                          | Externe           | Sengkang LRT                        |                            |                                   |           |                  |                                         |                                   |                        | Automatique      | Active                   |
| Singapour           |                       |                                                        | Urbaine                          | Externe           | Punggol LRT                         |                            |                                   |           |                  |                                         |                                   |                        | Automatique      | Active                   |
| États-Unis          | Miami                 | Aéroport international de Miami                        | Aéroport                         |                   | Skytrain                            | 2010                       |                                   | 4         |                  |                                         | Mitsublshi Heavy Industries       | Crystal Mover          | Automatique      | Active                   |
| États-Unis          | Miami                 | Aéroport international de Miami                        | Aéroport                         |                   | MIA Mover                           | 2011                       | 2,04                              | 2         |                  |                                         | Mitsublshi Heavy Industries       | Crystal Mover          | Automatique      | Active                   |
| États-Unis          | Miami                 | Aéroport international de Miami                        | Aéroport                         |                   | Mia e Train                         | 1980, 2016                 |                                   | 2         | 6                |                                         | Leitner - Poma                    | Minimetro              | Automatique      | Active                   |
| États-Unis          | Chicago               | Aéroport international O'Hare de Chicago               | Aéroport                         | Interne           | Airport Transit System              | 1993                       | 4,3                               | 5         | 15               | Véhicule sur pneu                       | Matra Transport (Siemens)         | VAL 256                | Automatique      | Démantelée fin 2019      |
| États-Unis          | Chicago               | Aéroport international O'Hare de Chicago               | Aéroport                         | Interne           | Airport Transit System              | 2021 ?                     |                                   |           | 36               | Véhicule sur pneu                       | Bombardier Transport              | APM 256                | Automatique      | En construction          |
| États-Unis          | Cincinnati            | Aéroport international de Cincinnati/Northern Kentucky | Aéroport                         |                   | People Mover                        | 1994                       | 0,47                              | 3         |                  |                                         | Otis                              | Otis Hovair            |                  | Active                   |
| États-Unis          | Dallas                | Aéroport international de Dallas-Fort Worth            | Aéroport                         |                   |                                     | 1974, 2005                 |                                   |           |                  |                                         | Bombardier Transport              | APM 200                | Automatique      | Active                   |
| États-Unis          | Denver                | Aéroport international de Denver                       | Aéroport                         |                   |                                     | 1994                       |                                   |           |                  | Véhicule sur pneu                       | Bombardier Transport              | CX-100                 | Automatique      | Active                   |
| États-Unis          | Détroit               | Aéroport métropolitain de Détroit                      | Aéroport                         |                   |                                     | 2002                       | 0,11                              | 3         |                  |                                         | Otis                              | Otis Hovair            |                  |                          |
| États-Unis          | Minneapolis           | Aéroport international Minneapolis-Saint-Paul          | Aéroport                         |                   | Airport Trams                       | 2001                       | 0,34                              | 2         |                  |                                         | Otis                              | Otis Hovair            |                  |                          |
| États-Unis          | New York              | Aéroport international John-F.-Kennedy                 | Aéroport                         |                   | Airtrain                            | 2003                       |                                   |           |                  |                                         | Bombardier Transport              | Skytrain               | Automatique      | Active                   |
| États-Unis          | Newark                | Aéroport international de Newark                       | Aéroport                         | Externe           | Airtrain                            | 31 mai 1996                | 4,8                               | 7         | 18 x 6           | Monorail à cheval                       | Bombardier Transport              | Von Roll Mark III      |                  |                          |
| États-Unis          | Phoenix               | Aéroport Phoenix Sky Harbour                           | Aéroport                         |                   |                                     | 2013                       |                                   |           |                  | Véhicule sur pneu                       | Bombardier Transport              | APM 200                | Automatique      | Active                   |
| États-Unis          | Washington            | Aéroport international Washington-Dulles               | Aéroport                         |                   | Aerotrain                           | 2010                       | 6,08                              | 4         | 28               |                                         | Mitsubishi Heavy Industries       | Crystal Mover          | Automatique      | En service               |
| États-Unis          | Sacramento            | Aéroport international Sacramento                      | Aéroport                         |                   |                                     | 2011                       | 0,41                              | 2         | 2                | Véhicule sur pneu                       | Bombardier Transport              | CX-100                 | Automatique      | Active                   |
| États-Unis          | San Francisco         | Aéroport international de San Francisco                | Aéroport                         |                   |                                     | 2003                       |                                   |           |                  | Véhicule sur pneu                       | Bombardier Transport              | CX-100                 | Automatique      | Active                   |
| États-Unis          | Pittsburgh            | Aéroport international de Pittsburgh                   | Aéroport                         |                   |                                     | 1992                       |                                   |           |                  | Véhicule sur pneu                       | Bombardier Transport              | CX-100                 | Automatique      | Active                   |
| Allemagne           | Francfort             | Aéroport International de Francfort                    | Aéroport                         |                   |                                     | 1994                       |                                   |           |                  | Véhicule sur pneu                       | Bombardier Transport              | CX-100                 | Automatique      | Active                   |
| Allemagne           | Francfort             | Aéroport International de Francfort                    | Aéroport                         | Interne           | Squaire Metro                       | Mars 2012                  | 0,3                               |           |                  |                                         | Leitner                           | Minimetro              | Automatique      |                          |
| Allemagne           | Munich                | Aéroport international de Munich                       | Aéroport                         |                   |                                     | 2014                       |                                   |           |                  | Véhicule sur pneu                       | Bombardier Transport              | APM 300                | Automatique      | Active                   |
| France              | Roissy                | Aéroport Paris-Charles-de-Gaulle                       | Aéroport                         | Interne           | CDGVAL                              | 3 avril 2007               | 4,8                               | 8         | 18 x 2           | Véhicule sur pneu                       | Matra Transport (Siemens)         | VAL 208                | Automatique      | Active                   |
| France              | Orly                  | Aéroport Paris-Orly                                    | Aéroport                         | Externe           | Orlyval                             | 2 octobre 1991             | 7,3                               | 3         |                  | Véhicule sur pneu                       | Matra Transport (Siemens)         | VAL 206                | Automatique      | Active                   |
| Royaume-Uni         | Londres               | Aéroport de Londres Heatrow                            | Aéroport                         | Interne           | Heathrow Terminal 5 Transit         | 2008                       | 0,68                              | 3         | 8                | Véhicule sur pneu                       | Bombardier Transport              | APM 200                | Automatique      | Active                   |
| Royaume-Uni         | Londres               | Aéroport de Londres Gatwick                            | Aéroport                         |                   |                                     | 1983                       |                                   |           |                  |                                         |                                   | CX-100                 |                  | Monorail démantelé       |
| Royaume-Uni         | Londres               | Aéroport Londres Stansted                              | Aéroport                         |                   |                                     | 1991                       |                                   |           |                  | Véhicule sur pneu                       | Bombardier Transport              | CX-100                 | Automatique      | Active                   |
| Royaume-Uni         | Londres               | London Luton Airport                                   | Aéroport                         |                   |                                     | 2021                       | 2,08                              | 2         | 2                |                                         | Doppelmayr                        |                        |                  |                          |
| Italie              | Rome                  | Aéroport Léonard-de-Vinci de Rome Fiumicino            | Aéroport                         |                   |                                     | 1999                       |                                   |           |                  | Véhicule sur pneu                       | Bombardier Transport              | CX-100                 | Automatique      | Active                   |
| Italie              | Venise                | Tronchetto                                             | Urbaine                          | Externe           | People mover                        | 19 avril 2010              | 0,85                              | 3         | 2 x 4            | Système à câbles                        | Doppelmayr                        | Cable Liner            |                  |                          |
| Italie              | Bologne               | Aéroport de Bologne-Borgo Panigale                     | Aéroport                         | Externe           | Marconi Express                     | 18 novembre 2020           | 5,1                               | 3         |                  | Monorail                                |                                   |                        | Automatique      | Active                   |
| Italie              | Pérouse               |                                                        | Urbaine                          |                   | Mini-métro de Pérouse               | 29 janvier 2008            | 4                                 | 7         | 27               |                                         | Leitner                           | Minimetro              | Automatique      | En service               |
| Italie              | Pise                  | Aéroport International de Pise                         | Aéroport                         | Externe           | Pisa Mover                          | 18 mars 2017               | 1,76                              |           |                  |                                         | Letner                            | Minimetro              | Automatique      | Active                   |
| Italie              | Milan                 | Hôpital San Raffaele                                   | Hôpital                          | Externe           | MeLA                                | 1999                       | 0,68                              | 2         |                  |                                         | Poma                              |                        |                  |                          |
| Espagne             | Madrid                | Aéroport Adolfo Suárez Madrid-Barajas                  | Aéroport                         |                   |                                     | 2004                       |                                   |           |                  |                                         | Bombardier Transport              | CX-100                 | Automatique      | Active                   |
| Vénezuela           | Caracas               |                                                        |                                  |                   | Cabletren Bolivariano               | 2016                       | 2,1                               | 5         | 4                |                                         | Doppelmayr                        | Cable Liner            |                  |                          |
| Suisse              | Zurich                | Aéroport international de Zurich                       | Aéroport                         |                   | Skymetro                            | Septembre 2003             | 1,1                               | 2         |                  |                                         | Otis                              | Otis Hovair            | Automatique      | Active                   |
| Brésil              | Porto Alegre          | Aéroport international Salgado Filho                   | Aéroport                         |                   |                                     | 2013                       |                                   |           |                  |                                         |                                   | Aeromovel              |                  |                          |
| Mexique             | Mexico                | Mexico City International Airport                      | Aéroport                         |                   | Aerotrén                            | Novembre 2007              | 3,02                              | 2         | 1                |                                         | Doppelmayr                        | Cable Liner            | Automatique      | Active                   |
| Russie              | Moscou                | Aéroport Cheremetyevo                                  | Aéroport                         |                   | Inter Terminal Transit              | Février 2018               | 2,08                              | 2         | 2                |                                         | Doppelmayr                        |                        |                  |                          |
| Singapour           |                       | Aéroport international Changi                          | Aéroport                         |                   | Skytrain                            | 1990                       | 6,4                               | 7         |                  |                                         | Mitsublshi Heavy Industries       | Crystal Mover          | Automatique      | Active                   |
| Chine               | Hong Kong             | Aéroport international de Hong Kong                    | Aéroport                         |                   | Airport Automated People Mover      | 1998                       |                                   | 5         |                  | Véhicule sur pneu                       | Mitsublshi Heavy Industries       | Crystal Mover          | Automatique      | Active                   |
| Chine               | Changsha              | Aéroport international de Changsha-Huanghua            | Aéroport                         | Externe           | Maglev express de Changsha          | 6 mai 2016                 | 18,6                              | 3         |                  | Maglev                                  | CRRC                              |                        |                  | En service               |
| Chine               | Guangzhou             | Zhujiang New Town                                      | Urbaine                          | Externe           | Automated People Mover              | 2010                       | 3,9                               | 9         |                  |                                         | Bombardier Transport              | CX-100                 | Automatique      | Active                   |
| Chine               | Beijing               | Aéroport International de Beijing Capital              | Aéroport                         |                   |                                     | 2008                       |                                   |           |                  |                                         | Bombardier Transport              | CX-100                 | Automatique      | Active                   |
| Corée du Sud        | Incheon               | Aéroport International d'Incheon                       | Aéroport                         | Externe           | Maglev de l'aéroport d'Incheon      | 3 février 2016             | 6,1                               | 6         |                  | Maglev                                  | Hyundai-Rotem                     |                        |                  |                          |
| Corée du Sud        | Incheon               | Aéroport International d'Incheon                       | Aéroport                         |                   | Shuttle Train                       | 2008                       |                                   |           |                  |                                         | Mitsublshi Heavy Industries       | Crystal Mover          |                  |                          |
| Japon               | Tokyo                 | Aéroport de Tokyo Narita                               | Aéroport                         |                   |                                     | 1992                       |                                   |           |                  |                                         | Otis                              | Otis Hovair            | Automatique      | Démantelée en 2013       |
| Japon               | Osaka                 | Aéroport international du Kansai                       | Aéroport                         |                   | Wing Shuttle                        | 4 septembre 1994           | 0,55                              | 6         |                  |                                         | Sumitomo / Niigata                |                        |                  |                          |
| Malaisie            | Kuala Lumpur          | Aéroport international de Kuala Lumpur                 | Aéroport                         |                   |                                     | 1998                       |                                   |           |                  |                                         | Bombardier Transport              | CX-100                 | Automatique      | Active                   |
| Taïwan              | Taipeï                | Aéroport international Taïwan-Taoyuan                  | Aéroport                         |                   | Skytrain                            | 1999                       |                                   | 2         | 2                |                                         |                                   |                        |                  | Active                   |
| Arabie saoudite     | Jeddah                | Aéroport de Jeddah                                     | Aéroport                         |                   |                                     | 2014                       |                                   |           |                  |                                         | Bombardier Transport              | APM 300                | Automatique      | Active                   |
| Émirats arabes unis | Dubaï                 | Aéroport International de Dubaï                        | Aéroport                         |                   |                                     | 2013                       |                                   |           |                  |                                         | Bombardier Transport              | APM 300                | Automatique      | Active                   |
| Émirats arabes unis | Dubaï                 | Aéroport International de Dubaï                        | Aéroport                         |                   |                                     |                            |                                   |           |                  | Véhicule sur pneu                       | Mitsublshi Heavy Industries       | Crystal Mover          | Automatique      | Active                   |
| Qatar               | Doha                  | Aéroport International de Doha                         | Aéroport                         |                   | Shuttle tram                        | 2015                       | 0,77                              | 2         | 2                |                                         | Doppelmayr                        |                        |                  |                          |
| Égypte              | Le Caire              | Aéroport International du Caire                        | Aéroport                         |                   |                                     | 2012                       | 1,86                              | 4         | 2                |                                         | Otis                              | Otis Hovair            |                  |                          |
| Portugal            | Oeiras                |                                                        |                                  |                   | Mini-métro                          | 2004                       | 1,15                              |           |                  |                                         | Leitner                           | Minimetro              |                  | Fermée                   |
| États-Unis          | Lake Buena Vista      | Walt Disney World Resort                               | Parc d'attractions               | Interne           | WEDway People mover                 |                            |                                   |           |                  |                                         |                                   |                        |                  |                          |
| États-Unis          | Durham,               | Duke University Medical center                         |                                  |                   |                                     | 1980                       |                                   |           |                  |                                         | Otis                              | Otis Hovair            |                  | Démantelé en 2009        |
| États-Unis          | Huntsville            | Hunstville Hospital                                    | Hôpital                          |                   |                                     | 2002                       |                                   |           |                  |                                         | Poma-Otis                         |                        |                  |                          |
| États-Unis          | Washington            | Capitole                                               |                                  | Interne           | Capitol Subway                      | 1994                       |                                   | 6         |                  |                                         |                                   |                        |                  | Active                   |
| Arabie saoudite     | Riyad                 | Université Princesse Nora bint Abdul Rahman            | Université                       | Interne           |                                     | 21 août 2012               | 11,5                              | 14        | 22 x 2           | Véhicule sur fer                        | AnsaldoBreda                      |                        | Automatique      | Active                   |
| Allemagne           | Dortmund              | Université de Dortmund                                 | Université                       | Interne           |                                     | 1984                       | 3,1                               | 4         |                  | Monorail suspendu                       | Siemens                           | H-Bahn                 | Automatique      | Active                   |
| Allemagne           | Düsseldorf            | Aéroport international de Düsseldorf                   | Aéroport                         | Externe           | SkyTrain                            | 1er juillet 2002           | 2,5                               | 5         |                  | Monorail suspendu                       | Siemens                           | H-Bahn                 | Automatique      | Active                   |
| Chine               | Hong Kong             | Disneyland Resort                                      | Parc d'attractions               | Externe           | Disneyland Resort Line              | 1er août 2005              | 3,5                               | 2         |                  | Véhicule sur fer                        | Metro Cammel                      |                        |                  | Active                   |
| France              | Laon                  | Laon                                                   | Centre-ville                     | Interne           | Poma 2000                           | 4 février 1989             | 1,5                               | 3         | 4                | Funiculaire sur pneu                    | Poma                              | Poma 2000              |                  | Démantelé en 2016        |
| France              | Grenoble              | Presqu'île                                             | CEA-Leti/Minatec (usage interne) | Interne           | Liaison blanc-blanc                 | Octobre 2010               | 0,250                             | 2         | 5                | Funiculaire sur pneu                    | Poma                              | Sur mesure             | Automatique      | En service               |
| États-Unis          | Jacksonville          | Jacksonville                                           | Centre-ville                     | Interne           |                                     | 1989                       |                                   |           |                  | Véhicule sur pneu                       | Matra Transport (Siemens)         | VAL 256                | Automatique      | Démantelé en 1997        |
| États-Unis          | Jacksonville          | Jacksonville                                           | Centre-ville                     | Interne           | Jacksonville Skyway                 | 1997                       | 4,0                               | 8         |                  | Monorail                                | Bombardier Transport              | UM III                 | Automatique      | Active                   |
| États-Unis          | Détroit               |                                                        | Centre-ville                     |                   | Detroit People Mover                | 1987                       | 4,7 (voie unique)                 | 13        |                  |                                         | UTDC (Bombardier)                 |                        | Automatique      | En service               |
| États-Unis          | Los Angeles           | Paul Getty Museum                                      |                                  | Interne           | Paul Getty Center Tram              | 1996                       | 1,2 (voie unique)                 | 2         | 2 x 3            | Coussin d'air                           | Otis                              | Otis Hovair            | Automatique      | Active                   |
| Thaïlande           | Bangkok               | ICONSIAM                                               | Centre-ville                     | Externe           | Gold Line                           | 2020                       | 1,72                              | 3         | 3                | Véhicule sur pneu                       | Bombardier                        | Innovia APM 300        | Automatique      | Active                   |